# Gabu Sector
Gabu Sector är en sektor i Guinea-Bissau.   Den ligger i regionen Gabú, i den östra delen av landet, 150 km öster om huvudstaden Bissau.